# Matti Janhunen
Matti Janhunen  (né le 22 novembre 1902 à Rautalampi et mort le 9 décembre 1963 à Kerava) est un homme politique finlandais,. 

## Biographie
Né dans une famille de petits agriculteurs, Matti Janhunen travaille comme chauffeur de locomotive et conducteur. Il rejoint le Parti communiste finlandais en 1924.
Au cours de la décennie suivante, il reçoit sa formation d'officier communiste en Union soviétique, d'où il retourne en Finlande pour organiser l'organisation clandestine du SKP et est arrêté en 1934 avec Hertta Kuusinen.
Ce sera le début de plus de dix ans de prison. 
Pendant les années de guerre, il est en période de sûreté et l'un des prisonniers du camp de prisonniers de Koveri (fi).
Matti Janhunen est libéré de prison en novembre 1944. 
À cette époque, il est membre du comité central du parti communiste (SKP). 
Le ministre de la Justice Urho Kekkonen le nomme au Comité de réforme des conditions pénitentiaires.
Il est à cette époque une figure clé de la campagne électorale des  du SKP. 
Après les élections législatives, le président Carl Gustaf Emil Mannerheim le nommera vice-ministre des Affaires sociales et de la Santé de Finlande du gouvernement Paasikivi III (17.4.1945 - 26.3.1946).
Puis Matti Janhunen sera Ministre des Affaires sociales et de la Santé de Finlande du  Pekkala (26.3.1946 - 29.7.1948).
Juho Kusti Paasikivi considère Janhunen comme une personne modérée dont la participation au gouvernement pouvait être justifiée par le fait qu'autrement, le portefeuille serait allé à un communiste plus radical.
Matti Janhunen s'est bien adapté à l'action gouvernementale. 
Au cours de son mandat de ministre, il a joué un rôle clé dans le travail de réforme de la politique sociale qui a commencé après la guerre. Entre autres choses, les lois sur les vacances d'été et les allocations familiales ont été rédigées pendant son mandat de ministre des Affaires sociales.
Cependant, il n'est jamais devenu député.
Après son travail au gouvernement, Matti Janhunen est nommé directeur de Kela dont il démissionne de façon inattendue en 1951.
On pense que la cause était  la nécessité d'organiser le travail électoral du parti. 
Il sera ensuite commissaire aux comptes de la Banque de Finlande et membre des conseils de surveillance d'Enso-Gutzeit et d'Alko. 
Pendant longtemps, il a dirigé Kommunisti la publication idéologico-politique du SKP.
De 1955 à 1958, il est aussi président du comité de construction de la maison de la culture à Helsinki .